# لورن هنری
لورن هنری (انگلیسی: Lauren Henry؛ زادهٔ ۲۱ دسامبر ۲۰۰۱) قایقران روئینگ زن اهل بریتانیا است.
وی در مسابقات کشوری و بین‌المللی در مجموع برندهٔ ۳ مدال طلا، ۱ مدال برنز شده است.